# کلوئه توتان
کلوئه توتان (انگلیسی: Chloé Tutton؛ زادهٔ ۱۷ ژوئیه ۱۹۹۶) شناگر اهل بریتانیا است.
وی در مسابقات کشوری و بین‌المللی در مجموع برندهٔ ۱ مدال طلا و ۴ مدال برنز شده‌است.